# 硫黄島 (鹿児島県)
硫黄島（いおうじま）は、薩南諸島北部に位置する島である。郵便番号は890-0901。人口は125人、世帯数は62世帯（2020年5月1日現在）。薩摩硫黄島（さつまいおうじま）とも呼ばれる。大隅諸島に含まれるとする説と含まれないとする説とがある。
行政区画は鹿児島県鹿児島郡三島村に属し、硫黄島及び昭和硫黄島の区域を以て三島村の大字「硫黄島」を構成する。
火山島であり火山噴火予知連絡会によって火山防災のために監視・観測体制の充実等の必要がある火山（常時観測火山）に選定されている。

## 概要

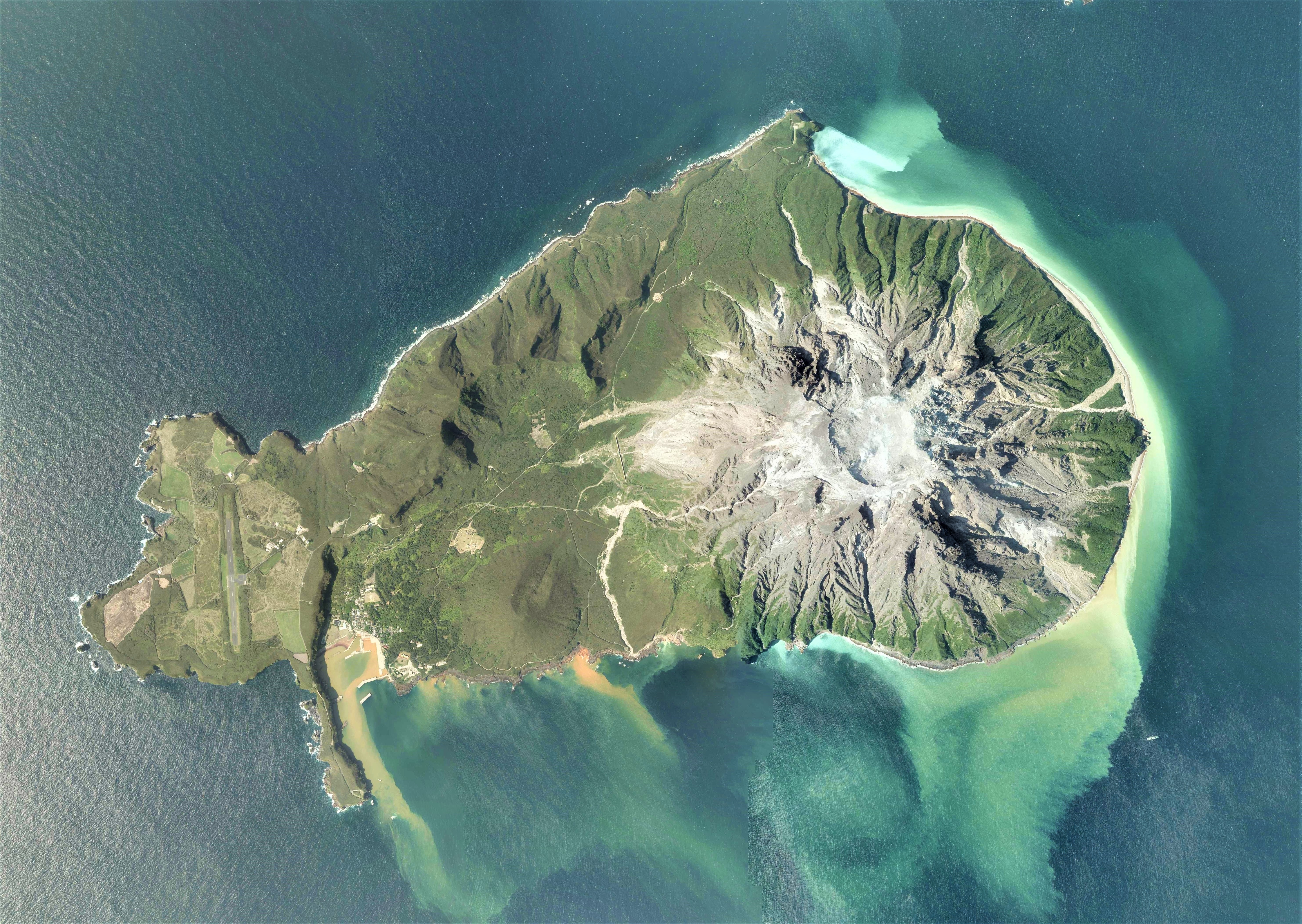
硫黄島（鹿児島県）の空中写真。2016年撮影の5枚を合成作成。
。

### 地理
東西5.5キロメートル、南北4.0キロメートル、周囲14.5キロメートル、面積11.65平方キロメートル、125人の島民が住んでいる。竹島、黒島とあわせ、上三島（鹿児島郡三島村）を構成する。
鬼界カルデラの北縁に形成された火山島であり、ランクAの活火山に指定されている。主峰の硫黄岳（後述）は標高703.7メートルで常時噴煙を上げており、亜硫酸ガスによってしばしば農作物に被害が発生する。また、港内は海底から鉄分を多量に含んだ温泉が湧出し、海水との反応で赤茶色に変色している。硫黄のために島の周辺海域が黄色に変色していることから「黄海ヶ島」と呼ばれ、これが「鬼界ヶ島」に書き換えられたとの説がある。

#### 小島・岩礁
国土地理院地図（抄）。陸繋した浜辺や海礁上の小岩、無名の岩を除く。
- 浅瀬 - 南方約2km沖。
- ヤクロ瀬 - 南方約6km沖。
- 東ノ立神 - 南側沖。
- ハルマ瀬 - 永良部崎沖。
- 西ノ立神、ヒサガ瀬 - 西側沖。
- 竹島ノ鵜瀬 - 平家城跡北西沖。

#### 鬼界カルデラとの位置関係
硫黄港の正面に高さ80メートルの溶岩絶壁があり、その東縁が鬼界カルデラのカルデラ壁と考えられている。硫黄島は、硫黄港から矢筈岳山体の南東側の平家の城を経て、竹島に至る東西20キロメートル、南北17キロメートルの鬼界カルデラの北西縁に位置している。

### 歴史
古くは『平家物語』に語られる俊寛が治承2年(1178年)に流刑にされた地と伝承されている。また、『吾妻鏡』正嘉2年（1258年）9月2日条に、2人の武士が硫黄島に流刑にされた記述があり、その内の1人は祖父も治承の頃（12世紀末）に硫黄島に流刑にされたと記録されていることから、平安時代末期からこの島が流刑地であったことが分かる。
11世紀頃から島内で硫黄の採掘が開始され、日宋貿易や日明貿易における輸出品の1つとなっていた。このため朝鮮王朝や明にも硫黄島の存在は知られており、朝鮮の申叔舟が1471年に著した『海東諸国紀』や、明の鄭若曾が1563年に著した『籌海図編』に硫黄島の記載が存在する。
1910年代には天然硫黄王と言われた広海二三郎等が経営した硫黄島工業所が稼働していたが、1951年には従業員150人を代表して10数人が労働組合結成妨害の禁止や賃金4割上昇等を求めて鉱主に嘆願書を送り労働紛争が行われた。
島内には民宿5軒、商店2軒がある。

## 交通
- 鹿児島港(本港区)南埠頭から定期船フェリー「みしま」が2日ないし3日おきに就航している。所要時間は4時間。鹿児島港と三島村の竹島、硫黄島、黒島を結ぶ航路（「三島航路」）は、村民の足を確保し、その生活を維持するため、三島村が自ら船舶を建造し、船舶交通事業を経営している[7]。
- 島内にはタクシーやバスはない[7]。三島村観光案内所ではレンタサイクルを行っている[8]。

- 硫黄島港。港は鉄分を含んだ温泉の湧出により、日本で唯一常時茶褐色に染まった港である。
- 硫黄島港に到着した「フェリーみしま」
- 硫黄島港にあるカフェ「カルデラハウス」。レンタルサイクルはここで貸し出している。
- 眼下に硫黄島中心集落・硫黄島港。奥に硫黄岳（2021年1月）

- 村営の薩摩硫黄島飛行場があり、新日本航空が鹿児島空港からセスナ機による週2往復の定期便（所要時間：60分前後、予約制、乗客定員は１機につき3名）を運航していたが、2023年6月以降、飛行場滑走路不具合のため休航している。臨時のチャーター便も利用可能であった。かつては東和航空による、枕崎飛行場からのセスナチャーター便（20分）もあったが、枕崎飛行場のヘリポート化に伴い廃止された。

## 自然
東は太平洋、西は東シナ海に臨み、黒潮の影響を受ける三島村の気候は、極めて温暖な亜熱帯的海洋性気候である。一方、夏場は台風の進路に当たり、冬場は季節風の影響を強く受けるため、四季を通じて風害や潮害が大きい。雨量は月間平均で約370ミリメートル程度となっている。

## 人口
1960年には604人の人口であったが、硫黄鉱山の閉山（1964年）にともない人口流出が起こり1970年には186人となった。その後の人口の軽微な減少が継続し、2005年には140人、2008年には62世帯121人となった。

## 産業
畜産（黒毛和牛の仔牛生産）が行われている。2008年現在、5軒の畜産農家があり112頭の牛を飼育している。「みしま牛」のブランド確立にも取り組んでいる。島の大半を占める竹林資源を利用し、タケノコの生産と加工が行われているが、高齢化による労働力の低下と人手不足で生産量は年々減少している。また、硫黄島には自然林と人工林を合わせて約46ヘクタールの椿林があり、その実を絞って作る椿油や、椿油を使った石鹸、シャンプー、リンスが、村の特産品として販売され、平成19年にはタケノコ3.7トン、椿油6トンを出荷している。島周囲は好漁場だが、港湾施設の関係で小型漁船しか使用できず、水揚げ量は2007年実績で2トン程度に留まっている。イセエビ漁が盛んである。島内には民宿が5軒あり100名程度を収容できるが、宿泊者の利用目的は公共事業関係の業務目的での宿泊が多く、必ずしも観光業が成功しているとは言いがたい。かつて硫黄山で硫黄や珪石の採掘が行われていたが現在では廃坑となっている（後述）。

## 教育
- 三島村立三島硫黄島学園
- みしまジャンベスクール -Tam Tam Mandingue Japan-
村営の西アフリカの打楽器ジャンベのスクール。毎年ママディ・ケイタが訪れていた[9]タムタムマンディングは西アフリカの伝統音楽を学ぶ学校として、1991年ママディ・ケイタ自身がベルギーのブリュッセルに設立したのが始まりで、今ではヨーロッパを中心に世界各国にその活動の場を広げている。アジアでは、本校が初の設立[10]。

## 島内の開発

### ヤマハのリゾートホテル
1973年10月、ヤマハリゾートによる海洋リゾート整備の一環として、滑走路600メートルの飛行場が建設された。その翌年の4月には同社のリゾートホテルとして「旅荘 足摺」がオープン、リゾートブームの一時代を画したが、1983年4月、経営不振から飛行場、ホテルとも閉鎖した。その後、1994年4月、村は同社から飛行場を取得し日本初の村営飛行場として開港し、鹿児島空港からのチャーター便が飛来していた。このときにヤマハが持ち込んだ孔雀が野生化し、島のいたるところで見ることができる。「旅荘 足摺」跡地は地元との取り決めで、完全に原状復帰されたのち、現在は下記の冒険ランドいおうじまとなった。

### 冒険ランドいおうじま
冒険ランドいおうじまは鹿児島市が島内の三島村の村有地を借り受けて建設したキャンプ施設である。総事業費約5億2000万円。敷地面積21,000平方メートル、宿泊定員は150人。しかし、宿泊を伴わない利用や学校による利用は無料で、2019年度から2021年度までの利用料収入は計2万5000円だった。鹿児島市は施設の廃止と三島村への施設譲渡を検討している。

## 硫黄岳

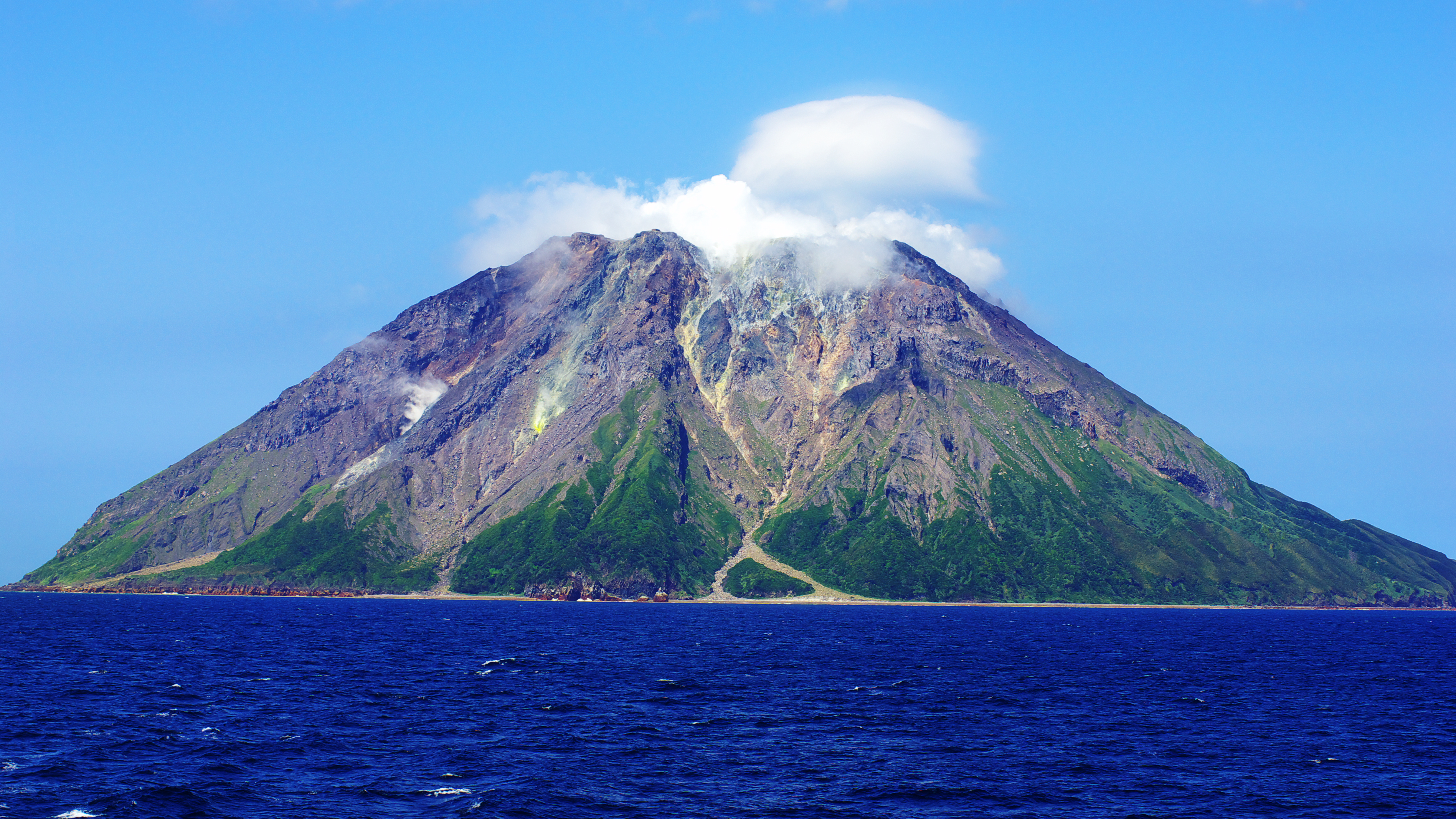
硫黄岳。2015年5月。東方より。
ステレオ写真はこちら

### 硫黄岳の概要
流紋岩質の円錐火山で現在も活発な噴気活動を継続（2025年現在、気象庁火山活動度レベル2）し、常時観測火山である。
頂上には直径450メートルの噴火口があるほか、南西側にも直径約200メートルの火口地形（キンツバ火口）、南東側にも古い火口地形跡と思われる高まり（古岳火口）が残っている。カルデラ形成前の噴出物としては長浜溶岩（流紋岩）や矢筈岳の玄武岩と安山岩が知られているが、いずれも70万年以降の噴火によるものと考えられている。
鬼界カルデラを形成した大規模噴火は少なくとも2回あったことが知られ、その最後の噴火が7,300年前の鬼界アカホヤ火山灰で知られる破局噴火であり、その火砕流は海を渡って南九州を直撃し、当時の南九州の文明を壊滅させた。その後に流紋岩の硫黄岳と玄武岩と安山岩の稲村岳が活動を開始し、稲村岳は3,000年前に噴火を停止したが、それまでに硫黄岳と稲村岳の火山灰層は交互に存在し、距離にして2キロメートルしか離れていない火山であるのに、噴出物に著しい差異が認められることは非常に興味深いとされている。
6合目には展望台が設置されている。

### 鉱山として
かつては硫黄岳の山頂で硫黄が採取されていたことが平家物語に記載されている。すでに11世紀には採掘が始まっていたと見られ、日宋貿易や日明貿易における輸出品の1つとなっており、薩摩藩の時代には重要な貿易品であった。1868年に本格的な採掘が始まってから、1964年まで山頂付近で硫黄が採掘されていた。そのため、火口周囲には螺旋状に坑道が切り込まれている。その後は「南島オパール」社によって珪石の採掘が行われていた。硫黄岳の珪石は高純度であり、最盛期には年間5万トン、約3億円の生産額をあげていたが、のちに日本国外からの安価な輸入品が増加したことによる価格の暴落が原因で閉鎖した。山頂まで鉱山用の車道が整備され、採掘した珪石はトラックで搬出されていたが、閉山後は斜面の崩落などにより荒廃しており、頂上までは徒歩で上る必要がある。

### 近年の噴火活動

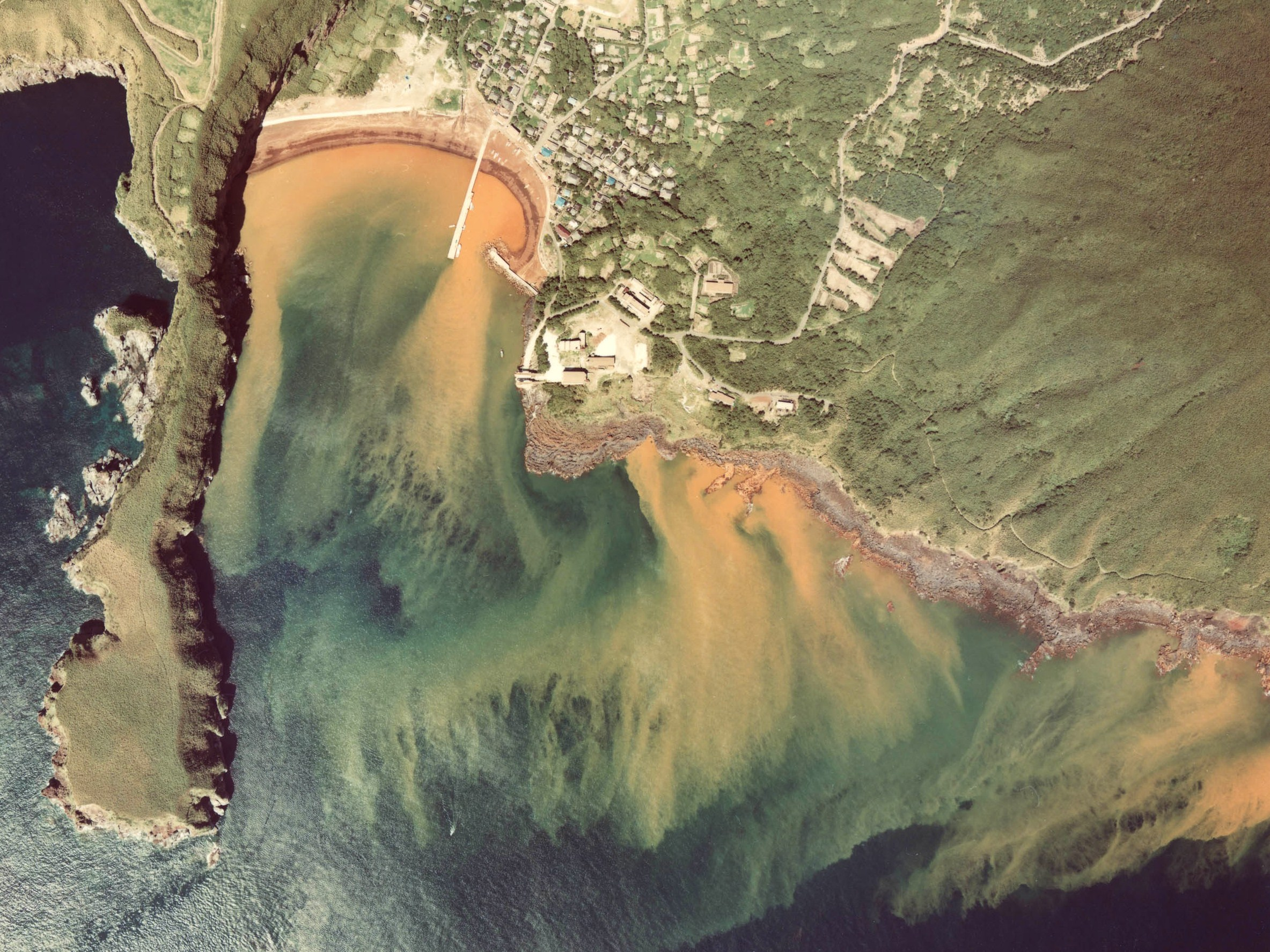
薩摩硫黄島港の空中写真（1977年撮影）

1999年から2004年まで毎年噴火が起きていた。
火口内部では非常に活発な噴気活動が観察されている。噴気の温度は800℃を超えるものがあり噴気孔の赤熱現象が見られる。山頂は噴気によって視界も悪く高濃度の二酸化硫黄のためにガスマスクが必要である。山腹でも100℃前後の噴気が多数観察されている。硫黄岳の噴気の特徴としては硫黄分に富み、二酸化炭素に乏しいことがあげられる。1988年1月18日には4回にわたって噴煙が観測された。1990年頃は硫黄岳山頂火口内の縁部に近い火口斜面に高温噴気孔が分布していたが、1994 年以降は、火口縁部よりも中心部の火口底における噴気活動が活発化した。1996年10月にはジェット音を放つ新火孔が火口底に形成されていることが目視で確認された。火口底の火孔はその後も拡大を続け、1998年7月の観測時には火口底部の火孔は30メートル程度に拡大し、火山ガスと火山灰が間欠的に放出されているのが確認された。2001年7月中旬ごろから、硫黄岳の火口からは多量の白色の火山灰が放出されるようになり、2001年の7月と9月の火口縁における観察では爆発音が聞かれた。8月13日には顕著な火山灰の放出を伴う噴火が発生したが、その際に火口から3キロメートル離れた観測点でも明瞭な空気振動パルスが観測され、80g/m2の降灰も認められた。2001 年11 月には火口の縁において地震動と空気振動の同時観測が行われ、爆発音や継続時間が数分から10分程度の空気振動と地震動が観測された。1994年に確認された硫黄岳の山頂火口内の火孔は、この時点では約100メートルに拡大しており、そこから多量の白色の火山灰を放出していた。2001年の測定では山頂火口内の火孔は160×110メートル、2003年の測定では190×130メートルにもなり、南側への拡大が顕著になっている。
2013年(平成25年）6月3日から5日にかけて硫黄岳山頂で極めて小規模な噴火が発生。2019年（令和元年）11月2日17時35分、小規模な噴火が発生。これに伴って気象庁は噴火警戒レベルを1から2に引き上げた。

## 主な施設・名所
- 野湯

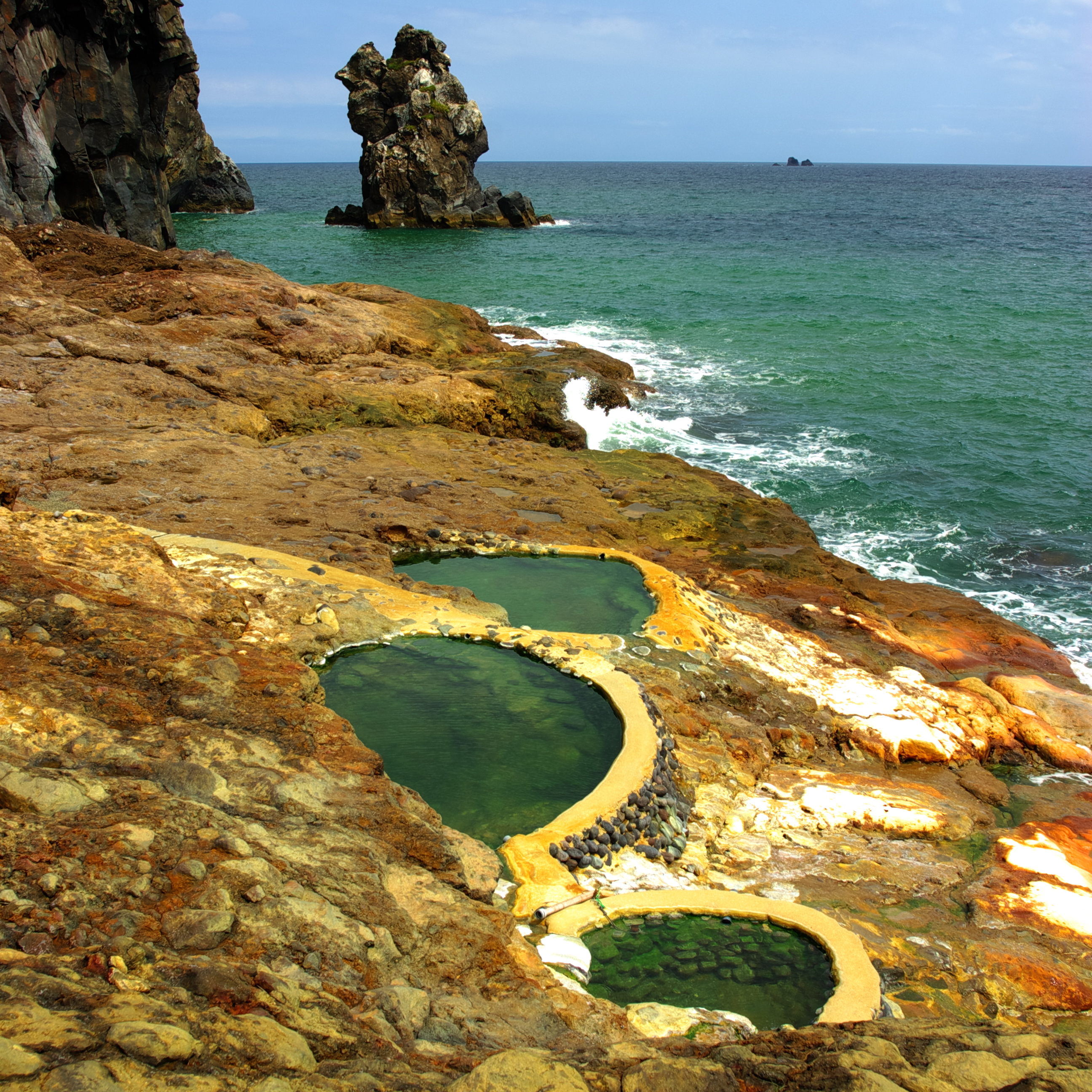
東ノ立神と東温泉

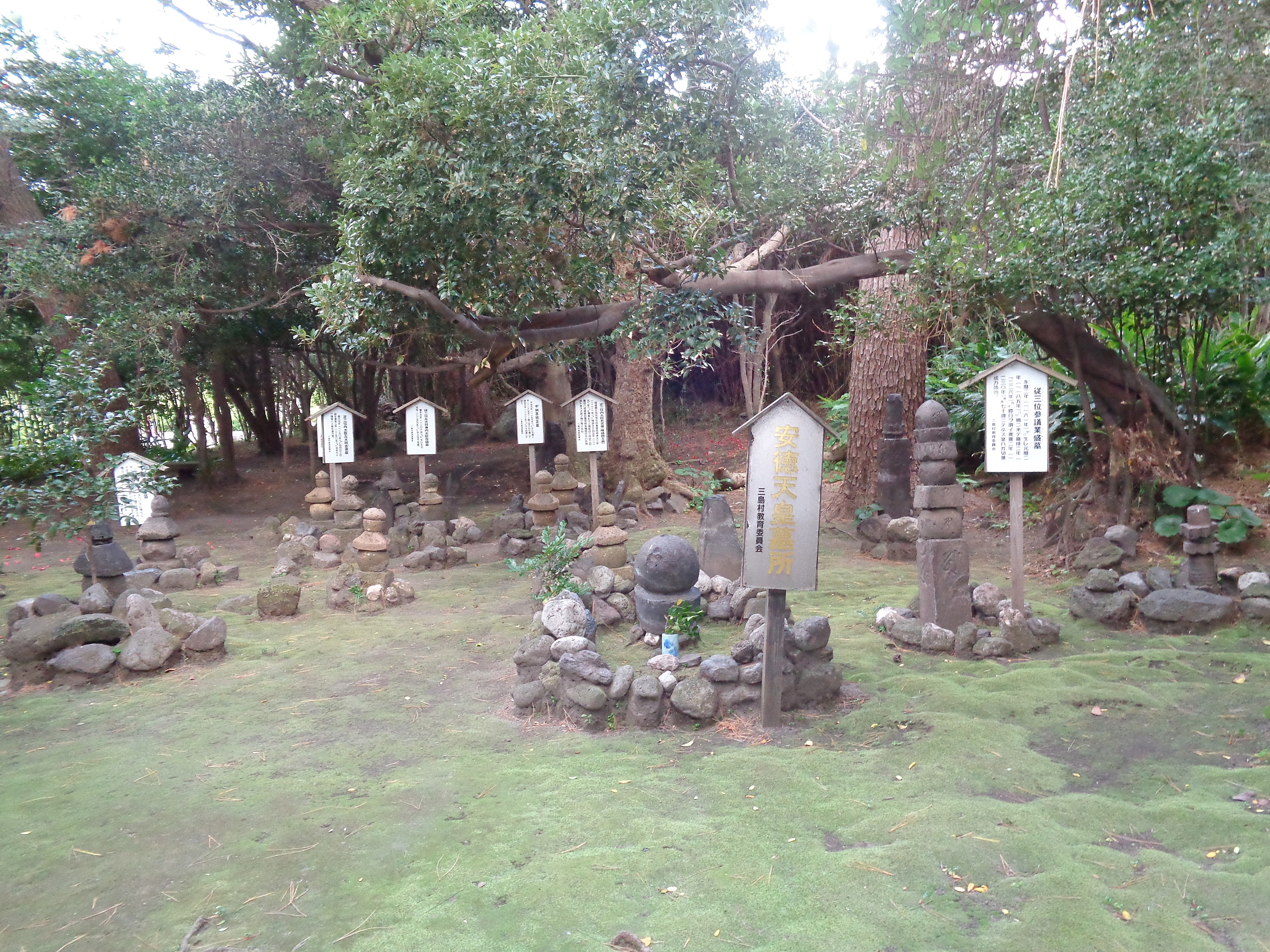
安徳天皇墓所

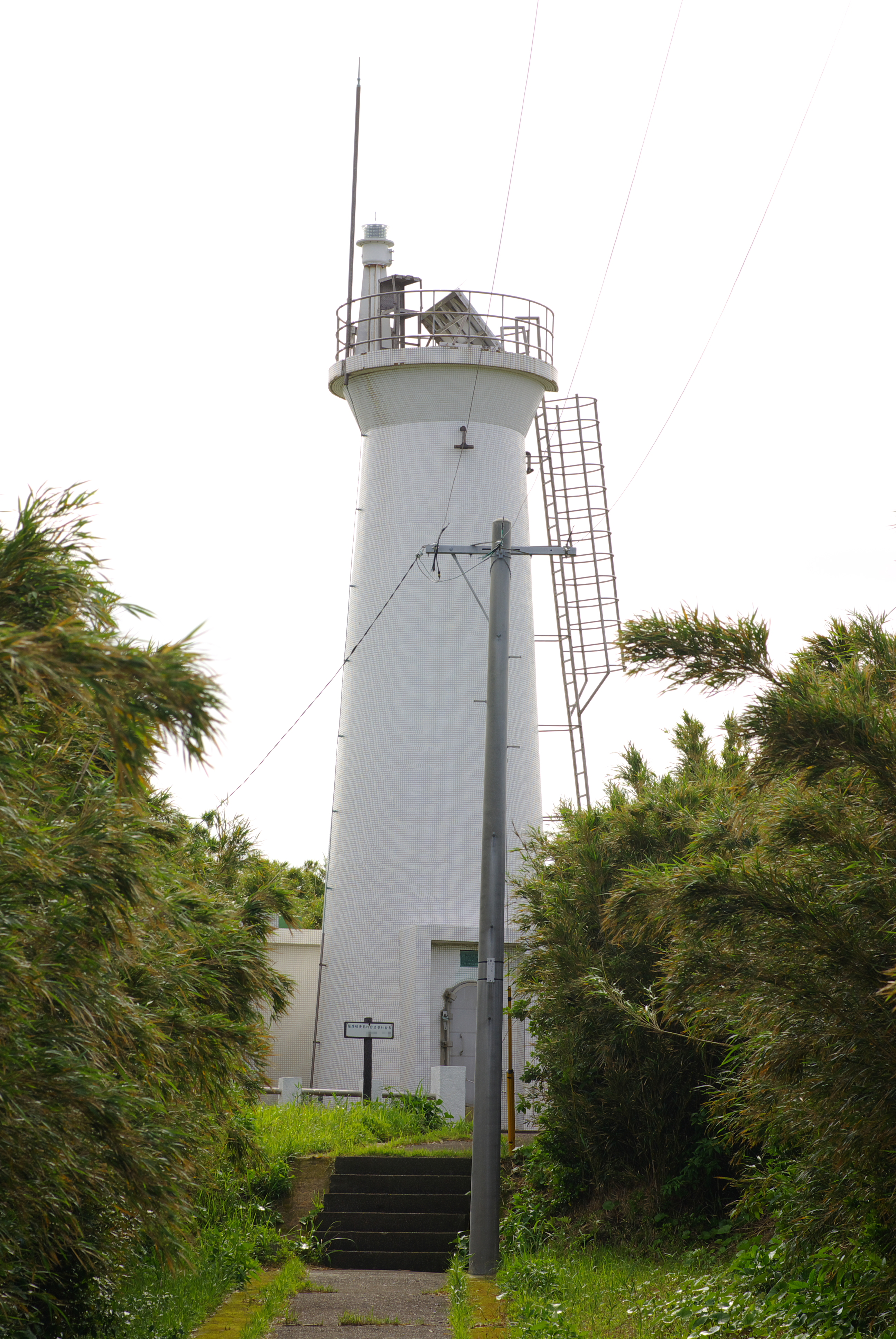
薩摩硫黄島灯台

  - 東温泉 - 島内の温泉ではしばしば「全国露天風呂ランキング」に取り上げられる。
  - 坂本温泉 - 島の北側にある温泉。食塩泉。
  - ウータン温泉（大谷温泉）
  - 穴の浜温泉
  - 硫黄島内には、湯の滝・穴の浜・赤湯・長浜温泉・平家の城・北下平など多数の温泉があるが、硫黄岳からの距離によって強酸性泉～食塩泉まで泉質も様々である[3]。
- 安徳天皇墓所 - 安徳天皇のものと伝えられる御陵が存在する。島の伝説では、安徳天皇はこの地で寛元元年（1243年）に崩御したという。周囲には御前山と呼ばれる丘陵地に「平家一門墓」といわれる中世墓地の遺跡がある。
- 熊野神社 - 俊寛とともに流された藤原成経・平康頼が熊野権現を勧講して祭ったもの。後に安徳天皇が居住し、来真三種権現と改められた三種の神器を内陣にまつられたとされる。
- 開発センター - 温泉施設や歴史資料館がある。島津氏の三種の神器の「借用証」などもここに保管されている。
- 硫黄島郵便局 - 島で唯一の金融機関（ATMなし）。
- 薩摩硫黄島灯台 - 1972年2月初点。

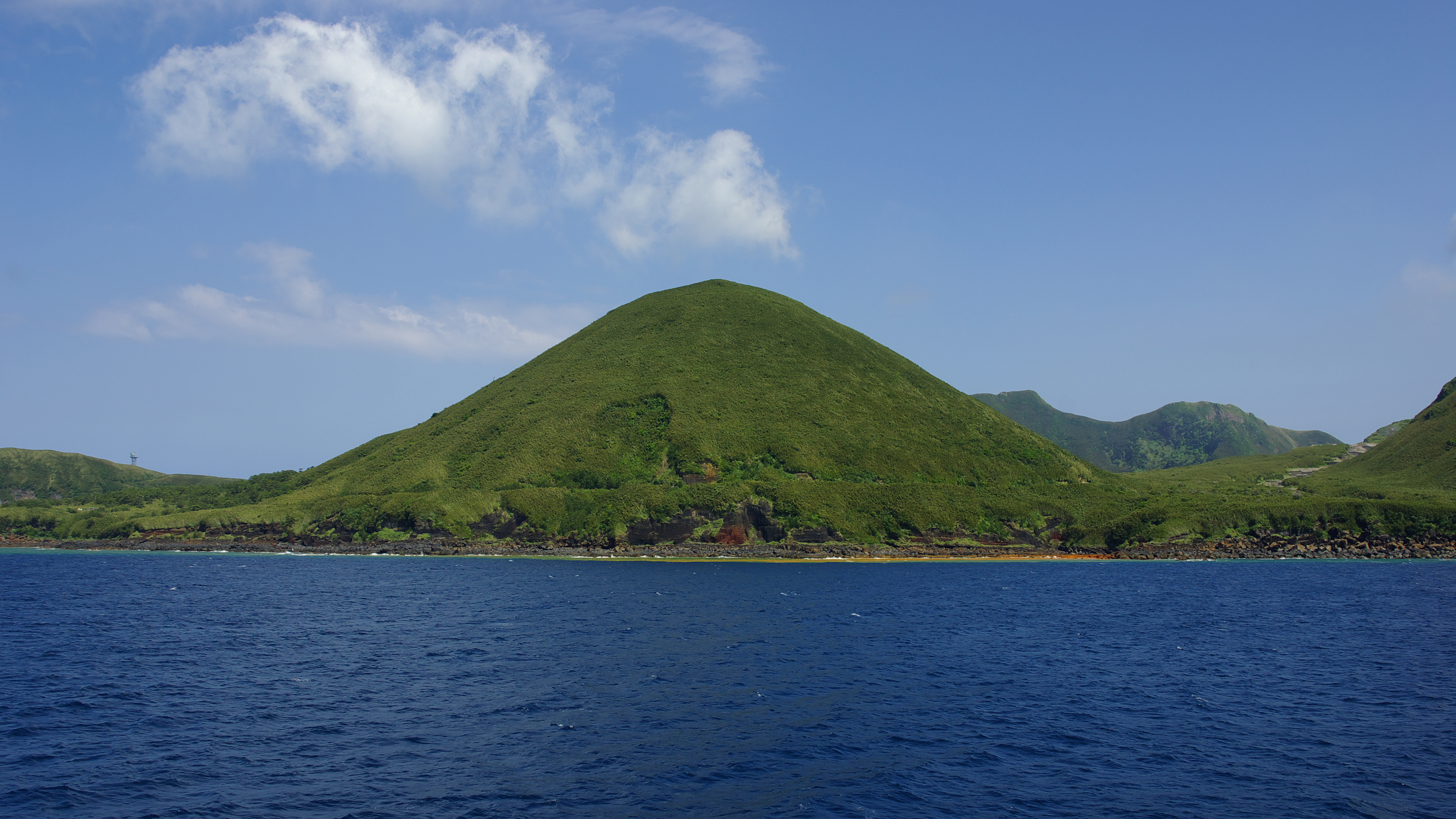
稲村岳。南側、海上よりみる

- 稲村岳 - 玄武岩質溶岩の小さな火砕丘で3,000年前に活動停止した火山。北側に口を開けたスコリア丘。
- 矢筈岳 - 稲村岳同様の活動停止した火山。玄武岩と安山岩で形成されている。
- 硫黄港（長浜港） - 海底からの噴出物で、常時鉄錆色に染まっている。海水と海底から湧き出る温泉水の化学反応によるもので、乳白色のものは強酸性泉からの噴出による含水ケイ酸アルミニウムであり、茶色のものは炭酸泉からの噴出による鉄化合物である[3]。噴出量は、変色した海域の面積より年間2×107トンに達すると計算されている[3]。
- 昭和硫黄島 - 1934年に発生した海底噴火（東側沖合い約2キロメートル、水深約300メートル）よって形成された。噴火は海底噴火として始まり、溶岩ドームを主体とした火山体の成長によって新たな火山島を形成した。その後、同年9月から翌年4月頃まで噴火が続いたことにより、東西500メートル、南北300メートル、海抜20メートルにまで成長した。新島を底面半径500メートル、頂面半径250メートル、高さ500メートルの円錐台とすると、体積は0.184立方キロメートルとなる。このマグマ噴出量は1990年から1995年にかけて発生した雲仙岳における平成新山の活動でのマグマ噴出量（0.18立方キロメートル）に匹敵もしくは上回るものであり、昭和期における最大規模の噴火であったと言える[23]。周辺は好漁場となっているほか、島では温泉が湧いているが成分はほぼ海水に等しい。
- 薩摩硫黄島飛行場 - 硫黄島港より車で10分[24]

## 催事・祭礼
- 硫黄島八朔太鼓踊り - 旧暦8月1日・2日。矢旗を背負った踊り手が鉦を持った唄い手を囲み、太鼓を叩きながら掛け声とともに踊る。熊野神社に踊りを奉納した後、集落の各所をまわる[25][26]。国指定重要無形民俗文化財（下記「薩摩硫黄島のメンドン」に内包）[27]。
  - 薩摩硫黄島のメンドン - 上記「八朔太鼓踊り」に併せて行われる来訪神行事。仮面をつけた神「メンドン」が集落中を駆け回り、踊りの邪魔をしたり観客へ悪戯をしたりするが、これによって邪気を祓い幸福をもたらすとされる[26][27]。国指定重要無形民俗文化財[27][28]であり、ユネスコ無形文化遺産「来訪神：仮面・仮装の神々」のひとつとなっている[27]。
- 硫黄島の九月踊り - 旧暦9月10日・11日。集落の女性が「宮ガラス」と呼ばれる先導役に従って、熊野神社に踊りを奉納する。疱瘡の流行から人びとを守るために始まったと伝えられる[29][30]。踊りは無伴奏で、1日目と2日目では歌・振付・持ち物が全て異なる[30]。鹿児島県指定無形民俗文化財[29][30]。
- 「みしまカップ」ヨットレース - 日本全国から約600人が集まる。山川港沖から竹島港沖までのレースを実施している。

## 特記事項
- 俊寛祭り - 俊寛伝説の島づくりとして、俊寛像の建立や俊寛堂の整備を進め、五世中村勘九郎一門（のちの十八世中村勘三郎）による日本初となる野外歌舞伎となった三島村歌舞伎「俊寛」を上演し、話題となった[9]。
- 本州から那覇空港行きの航空機に搭乗した場合に、この島の直上付近を通過することがあり、噴煙をあげる火山島の様子を見ることができる。また、常時観察される島の周囲の海水変色域も同様に視認できる。

- 歌舞伎が上演された同島の俊寛堂
- 北側上空から見た硫黄島（2008年2月）